# Гулдфагелн Арена
Гулдфагелн Арена е футболен стадион в град Калмар, Швеция и домашен стадион на Калмар ФФ.
Построен е в периода 2009-2011 г. и е открит на 15 март 2011 г. Според официалните данни, разходите за построяването му наброяват 250 милиона шведски крони. Разполага с капацитет от 11 800 седящи места. Тревната настилка е естествена.